# Mark Strange

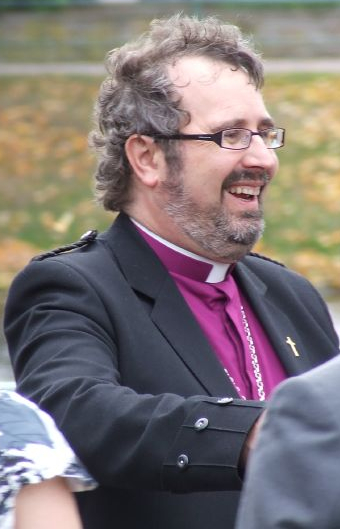
Mark Strange

Mark Strange (* 2. November 1961) ist ein anglikanischer Bischof der Scottish Episcopal Church.

## Leben
Strange studierte an der University of Aberdeen anglikanische Theologie. 1989 wurde er zum Diakon und 1990 zum Priester geweiht. 2007 wurde er zum Bischof des Bistums von Moray, Ross und Caithness geweiht. Seit 2017 ist er als Nachfolger von David Chillingworth Erzbischof der Scottish Episcopal Church. Er ist verheiratet und hat drei Kinder.